# Loxosomella obesa
Loxosomella obesa är en bägardjursart som först beskrevs av Andrew Atkins 1932.  Loxosomella obesa ingår i släktet Loxosomella och familjen Loxosomatidae. Arten har ej påträffats i Sverige. Inga underarter finns listade i Catalogue of Life.